# Geraldo Rivera

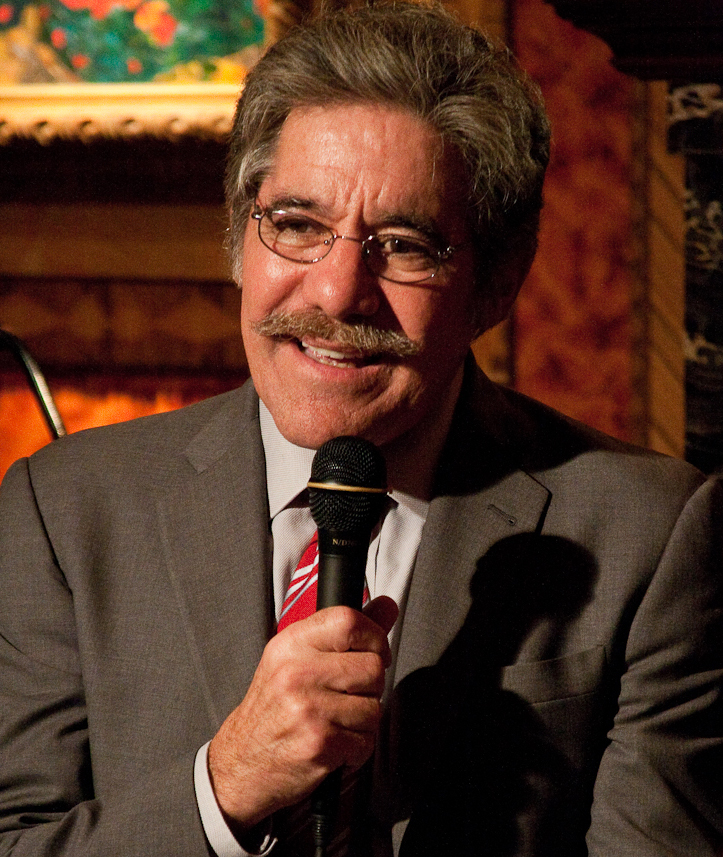
Geraldo Rivera (2010)

Geraldo Michael Rivera (* 4. Juli 1943 in Brooklyn) ist ein US-amerikanischer Rechtsanwalt, Journalist, Autor, Reporter und TV-Moderator. Seit 2005 führt er durch die Sendung Geraldo at Large auf dem Fox News Channel.

## Leben
Seine Mutter Lillian Friedman war eine aschkenasische Kellnerin, sein Vater Cruz „Allen“ Rivera (1915–1987) ein puerto-ricanischer Taxifahrer. Von 1961 bis 1963 besuchte er das State University of New York Maritime College, wo er Mitglied des Ruder-Teams war. 1969 erhielt er seinen J.D. an der Brooklyn Law School. Er ist Mitglied der jüdischen Fraternity Tau Delta Phi.
Während er als Anwalt für eine Gruppe New Yorker Puerto Ricaner Aktivisten tätig war, erweckte er die Aufmerksamkeit des Nachrichten-Produzenten Al Primo, der ihm einen Job als Reporter anbot. Im Sommer 1970 besuchte er kurz die Columbia University Graduate School of Journalism.
Geraldo Rivera begann bei WABC-TV in New York City als Reporter für die Eyewitness News. 1972 erntete er landesweite Aufmerksamkeit und gewann einen Peabody Award für seinen Bericht über die Vernachlässigung und Missbrauch von geistig behinderten Patienten auf Staten Island. Nachdem John Lennon Riveras Bericht über die Willowbrook-Patienten gesehen hatte, organisierte er mit Rivera ein Benefiz-Konzert „One to One“, das 1986 als Live in New York City veröffentlicht wurde.
Als Elvis Presley 1977 starb, berichteten mehrere Medien fälschlich, dass er an einem Herzinfarkt gestorben sei. Rivera untersuchte Presleys Medikamenten-Verschreibungen und schloss daraus, dass er am Medikamenten-Konsum gestorben sei. Als Folge daraus widerriefen die medizinischen Aufsichtsbehörden von Tennessee später die Zulassung von George C. Nichopoulos wegen übermäßiger Verschreibung.
Rivera ging zusammen mit seinem Bruder Craig, der als Kameramann arbeitete, nach Afghanistan, um vom Krieg der USA gegen die Taliban zu berichten.
2001 berichtete er, dass er sich in unmittelbarer Nähe eines Friendly-fire-Zwischenfalls befunden habe. Tatsächlich war er 300 Meilen von dem Vorfall entfernt gewesen. Rivera spielte dies als kleines Missverständnis herunter.
2003 war Rivera mit der 101st Airborne Division im Irak während des amerikanischen Krieges gegen das Land. Während einer Livesendung von Fox News begann er, für das Publikum den Operationsplan der US-Armee in den Sand zu zeichnen. Das Militär warf ihm vor, er habe dadurch das Leben von Soldaten riskiert. Rivera wurde aus dem Irak verwiesen.
2005 befand sich Rivera in einer Auseinandersetzung mit der  New York Times. Diese berichtete, Rivera habe im Zusammenhang mit dem Hurricane Katrina ein Mitglied eines Notfallteams weggestoßen, um eine  Reportage zu drehen. Rivera drohte mit Klage.
2007 befand sich Geraldo in einem heftigen Streit mit seiner Fox-Kollegin Michelle Malkin. Malkin sagte, sie werde nicht zur Sendung O’Reilly Factor zurückkehren. Fox News habe den Streit mit Geraldo nicht gut gemanagt. Dieser hatte im Interview mit dem Boston Globe gesagt: “Michelle Malkin is the most vile, hateful commentator I've ever met in my life. She actually believes that neighbors should start snitching out neighbors and we should be deporting people.” (Michelle Malkin ist die abscheulichste, hasserfüllteste Kommentatorin, die ich je in meinem Leben getroffen habe. Sie glaubt tatsächlich, dass Nachbarn sich gegenseitig ausspionieren und wir Menschen abschieben sollten). Außerdem sagte er: “It’s good she’s in D.C. and I’m in New York. I’d spit on her if I saw her.” (Es ist gut, dass sie in Washington D.C. ist und ich in New York, ich würde sie anspucken, sähe ich sie). Später entschuldigte er sich dafür.
2008 veröffentlichte Rivera ein Buch mit dem Titel His Panic: Why Americans fear Hispanics in the U.S. Kurt Vonnegut erwähnt Rivera wiederholt in mehreren seiner Romane, darunter Palm Sunday und Fates Worse than Death, nie in einem positiven Licht. Rivera war mit Vonneguts Tochter Edith verheiratet und wurde 1974 geschieden.
In den letzten beiden Folgen der US-Comedyserie Seinfeld sowie in zwei Folgen von Mein Name ist Earl spielt Rivera sich selbst. Außerdem tritt er in der vierten Folge der zehnten Staffel der Serie South Park auf. Einen weiteren Gastauftritt hatte er in der US-Krimiserie Nash Bridges, wo er ebenfalls sich selbst als Moderator spielte.
Am 23. März 2012 erreichte Rivera Aufmerksamkeit, als er die Erschießung des jungen Schwarzen Trayvon Martin darauf zurückführte, dass dieser einen Kapuzenpullover getragen habe. Später entschuldigte er sich dafür.
Im Jahr 2013 erwog Rivera, der Mitglied der Republikanischen Partei ist, eine Kandidatur für den Senat der Vereinigten Staaten in New Jersey. Letztlich verzichtete er aber darauf.